# Tutto/Sentimentale
Tutto/Sentimentale è il 29º singolo discografico di Mina, pubblicato nel 1960 dall'etichetta discografica Italdisc.

## Storia
Ne esiste una versione promozionale per jukebox (NON in vendita) con identico numero di catalogo.
Ha un'unica copertina ufficiale Archiviato il 7 maggio 2023 in Internet Archive..
Le due canzoni fanno anche parte dell'EP ufficiale Una zebra a pois/Tutto/Sentimentale/Coriandoli dello stesso anno e non sono mai state inserite in album ufficiali.
Entrambi i brani invece sono inclusi nell'antologia su CD Ritratto: I singoli Vol. 1 del 2010, che riepiloga tutti i pezzi prodotti su singolo nei primi anni.
Tutto è reperibile anche nella raccolta Mina rarità del 1989, mentre Sentimentale in Una Mina d'amore del 2004.
Sentimentale è la sigla del programma televisivo omonimo, scritto da Lelio Luttazzi che anche autore del brano, condotto da Mina e Nicola Arigliano che ne incidono contemporaneamente due versioni diverse.
In breve diventa un grande successo scalando la classifica italiana e consacra lo stile di Arigliano, allora non ancora molto popolare, tanto da essere ripreso ed entrare a far parte del repertorio di molti altri artisti negli anni a venire.
Attenzione a non confondere questa canzone di Mina con l'omonima del 1971, si tratta di brani diversi.
Sul disco viene riportata come arrangiata da "Mina e il suo complesso", in realtà l'arrangiamento è del maestro Tony De Vita.

## Tracce
Lato A
1. Tutto – 2:26 (testo: Antonio Amurri – musica: Lelio Luttazzi; edizioni musicali CAM)

Lato B
1. Sentimentale – 2:51 (Lelio Luttazzi; edizioni musicali Suvini-Zerboni)